# قصر ماراك
قلعة ماراك (بالفرنسية: château de Marracq)‏ هي قلعة مدمرة من القرن الثامن عشر في بايون، البرانيس الأطلسية في فرنسا.
كانت نصبًا تاريخيًا رسميًا منذ 27 سبتمبر 1907. منذ عام 2012، تخضع الآثار للتجديد بسبب التآكل الشديد، بسبب عدم وجود سقف، مما تسبب في خطر الانهيار. تم تطهير الجدران وترميم أو استبدال الأحجار.

## تاريخ
شيدت القلعة في أوائل القرن الثامن عشر على يد ماريا آنا من نيوبورغ ملكة إسبانيا في المنفى، . ومع ذلك، لم تقيم في القلعة أبدًا لأنها فضلت مكان إقامتها في سان ميشيل.
في 19 مايو 1808، اشترى نابليون القلعة من الأخوين آرون (1758-1827) وإبراهام (1773-1840) ماركفوي. أقام هناك وأصبحت القلعة أحد قصوره الإمبراطورية. أثناء إقامته في بايون، لم يكن يقيم في شاتو فيو، مفضلاً قلعة ماراك المريحة.
في عام 1808، تم التوقيع على تنازل البوربون الأسبان عن العرش لصالح نابليون I في قلعة ماراك. ثم نصب نابليون شقيقه جوزيف بونابرت على عرش إسبانيا.
عند استعادة بوربون، ظلت القلعة فارغة. استقر الجيش هناك عام 1823، لكن دمر حريق القلعة عام 1825.
أصبحت القلعة الآن نصبًا تاريخيًا، وهي ملك مجلس مدينة بايون. تقع كلية ماراك شمال شرق القلعة.

## فهرس
- Lebourleux, André (18 Dec 2007). Le château de Marracq: de Marie-Anne de Neubourg à Napoléon Ier (بالفرنسية). Atlantica. ISBN:978-2758800491.